# Jaskinia Bystrzańska

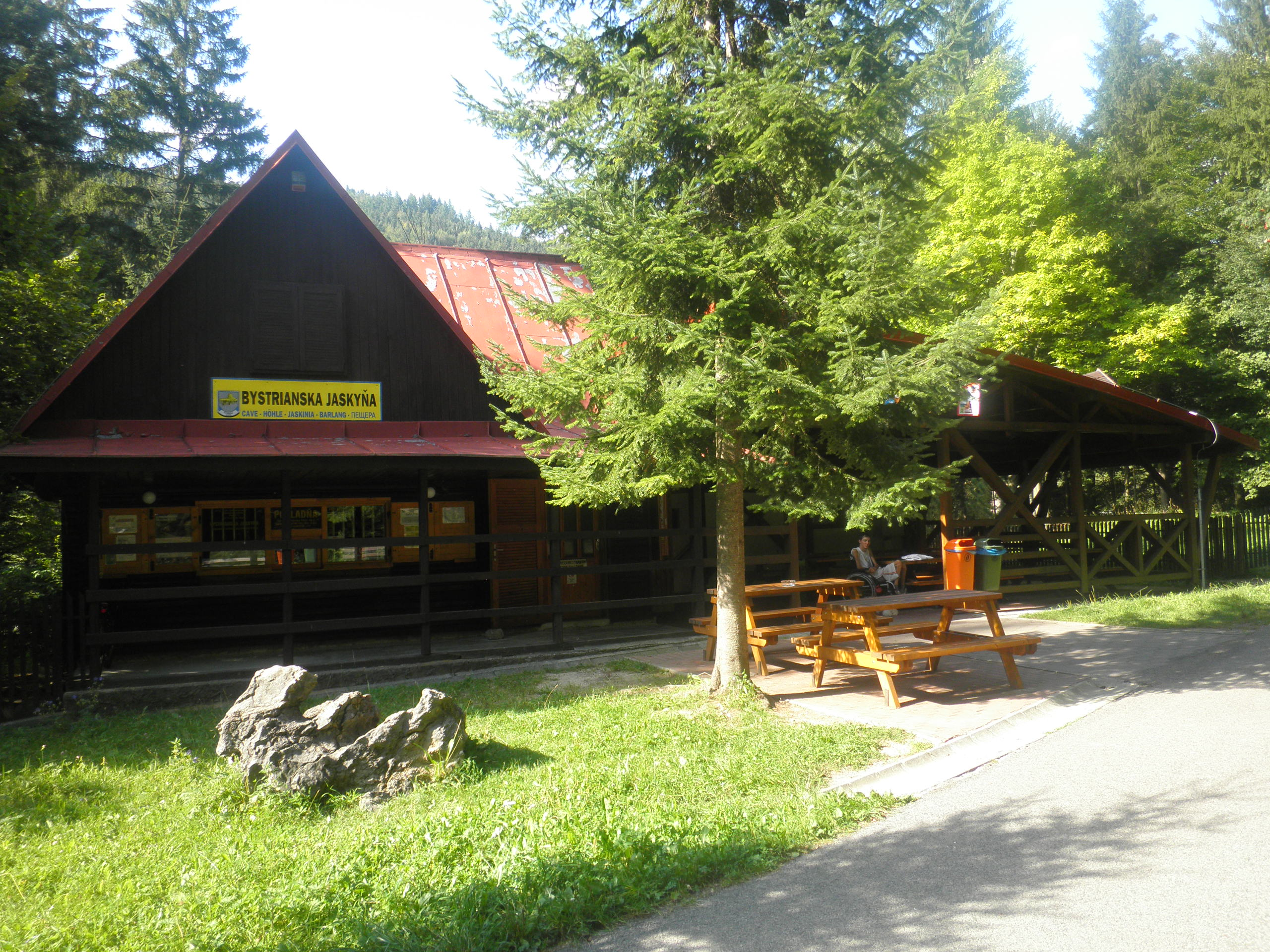
Pawilon wejściowy

Jaskinia Bystrzańska (słow. Bystrianska jaskyňa) – jaskinia krasowa w środkowej Słowacji, udostępniona do zwiedzania turystycznego.

## Położenie
Jaskinia znajduje się u południowych podnóży Niżnych Tatr, na terenie makroregionu zwanego Bruzdą Hronu. Leży na terenie miejscowości Bystrá i Valaská w powiecie Brezno w kraju bańskobystrzyckim.
Uformowana została w masywie, kulminującym w szczycie Chodorov vrch (732 m n.p.m.), ciągnącym się wzdłuż lewego brzegu potoku Bystrianka aż ku jego ujściu do Hronu, wydzielanym przez słowackich geologów jako Bystriansko-valašsky kras. Wejście do jaskini znajduje się w południowo-zachodniej części wsi Bystrá, na lewym brzegu Bystrianki, w pobliżu drogi krajowej nr 72 z Podbrezovej na przełęcz Czertowica.

## Dzieje poznania
Jaskinia składa się z dwóch części, tzw. Starej i Nowej. Otwór „Starej” jaskini był znany miejscowej ludności od dawna. W 1923 r. badali go Jozef Kovalčík i bracia Holman. W końcu kwietnia 1926 r. Kovalčík i Elemír Holman przedostali się poprzez głęboką do 100 m i szeroką na 30 m studnię zwaną Peklo do nowych części jaskini. 
Po przekopaniu „Nowego” wejścia, poszerzeniu części chodników i zamontowaniu drewnianych drabinek jaskinię oddano zwiedzającym w 1941 r. Szerzej zakrojone badania geomorfologiczna jaskini prowadził w 1951 r. Anton Droppa przy pomocy speleologów z Brezna. W 1956 r. inny zespół speleologów odkrył sondowaniem w zasypanym leju kolejne części jaskini o rozwinięciu pionowym. Najnowsze badania jaskini prowadzone przez zespół z Brezna, w wyniku których sporządzono jej dokładne plany, zostały opublikowane w 2006 r.
W czasie słowackiego powstania narodowego w jaskini ukrywali się partyzanci. Jeden z nich zginął zastrzelony przez Niemców – upamiętnia go tablica zamontowana w jaskini.

## Charakterystyka jaskini
Jaskinia powstała w ciemnoszarych wapieniach, pochodzących ze środkowego triasu. Ma pochodzenie tektoniczno-erozyjne: została wymodelowana płynącą wodą potoku Bystrianka w liniach uskoków i spękań w skałach w trzech poziomach rozwojowych. Poza charakterystycznymi formami fluwialnego rozwoju jaskini świadczą o tym znalezione w niej osady krystalicznych żwirów, przyniesionych spod Chopoka i Dziumbiera.
Otwór „Starej” jaskini znajduje się w stromej ścianie skalnej na południowym skraju Bystrej. Leży na wysokości 629 m n.p.m., czyli ok. 70 m ponad dnem doliny. Za otworem wejściowym otwiera się głęboka na 17 m. studnia zwana Peklo, z której wiodą wąskie, szczelinowe korytarze w kierunku zachodnim, ku nowym częściom jaskini.
Wejście do „Nowej” jaskini leży na zachód od „Starej”, na wysokości 566 m n.p.m., nad nieaktywnym ponorem Bystrianki (słow. Opustený ponor, 553 m n.p.m.; przyjmował wodę przy nadzwyczajnie wysokich stanach potoku). Część wejściowa składa się z krętych, szczelinowych korytarzy zakończonych Kapličkou i Mostárenskými sieňami. Dalej na południe znajdują się dalsze części jaskini, w większości o charakterze zawaliskowym, odkryte w 1956 r. dzięki pracom sondażowym prowadzonym z powierzchni. Na najniższym piętrze jaskini istnieje w dalszym ciągu aktywny ciek wodny, płynący 15–20 m poniżej trasy turystycznej.
Jaskinia charakteryzuje się stosunkowo niewielką różnorodnością szaty naciekowej w poszczególnych korytarzach i komorach. Uwagę zwracają m.in. polewy i draperie naciekowe w różnych barwach, od kremowych i żółtawych do brązowawych, a w Kapličce zespół błyszczących stalaktytów i stalagmitów białego koloru. W „Starej” jaskini szata naciekowa jest już „martwa”.
Wody płynące w jaskini pochodzą z kilku ponorów, znajdujących się w korycie Bystrianki na terenie Bystrej. Najważniejszym jestPonor pod jabloňou (550,8 m n.p.m.), znajdujący się w pobliżu wejścia do uprzystępnionych części jaskini. Woda w jaskini pojawia się w najniższych częściach „Nowej” jaskini, w tzw. „Rzeczysku” (słow. Riečištie) – aktywny tok jest tu dostępny w dwóch miejscach. Następnie można go obserwować na krótkim odcinku w jaskini Závrt, leżącej ok. 500 m na południowy zachód od wejścia do Jaskini Bystrzańskiej. Wody te wypływają ok. 3 km dalej na południowy zachód, w kilku wywierzyskach na terenie wsi Valaská.
Aktualnie (2021 r.) długość korytarzy jaskini wynosi 3531 m, głębokość (rozwinięcie pionowe) 99 m.

## Ochrona jaskini
Jaskinia leży w strefie ochronnej Parku Narodowego Niżne Tatry. W 1968 r. została objęta ochroną jako pomnik przyrody (słow. Národná prírodná pamiatka), z nowelizacją w roku 1972.

## Zwiedzanie
Jaskinia przeznaczona jest do zwiedzania turystycznego z przewodnikiem. Wejścia do jaskini odbywają się w wyznaczonych godzinach. Zwiedzanie trwa ok. 45 min. Trasa turystyczna ma formę pętli o długości zwiedzania 580 m. Trasa nie ma dużych przewyższeń, jest na niej jedynie 26 schodów. Jaskinia jest oświetlona elektrycznie. Temperatura wewnątrz jaskini wynosi od 5,7 do 6,7 °C.

## Lecznictwo
Poza trasą zwiedzania od 1972 r. na terenie jaskini działa sanatorium. W tzw. Sali Zabiegowej (słow. Liečebná sieň) z powodzeniem leczy się schorzenia górnych dróg oddechowych u dzieci.